# Vama Buzăului
Pour les articles homonymes, voir Vama.
Vama Buzăului (en hongrois: Bodzavám) est une commune roumaine du județ de Brașov, dans la région historique de Transylvanie. Elle est composée des quatre villages suivants :
- Acriș
- Buzăiel
- Dălghiu
- Vama Buzăului, siège de la commune

## Localisation
Vama Buzăului est située dans la partie sud-est du comté de Brașov, au pied de Monts Ciucaș, dans Dépression de Întorsura Buzăului, à la 46 km de la ville de Brașov.

## Monuments et lieux touristiques
- Église orthodoxe “Ascension” du village de Vama Buzăului (construite en 1848
- Réserve naturelle Valea Zimbrilor (aire protégée pour la protection du Bison d'Europe)
- Monts Ciucaș
- Monts Întorsura Buzăului